# 奇恰诺
奇恰诺（義大利語：Cicciano），是意大利那不勒斯省的一个市镇。总面积7平方公里，人口12241人，人口密度1748.7人/平方公里（2009年）。ISTAT代码为063027。